# Scale the Summit
Scale the Summit est un groupe américain de metal progressif instrumental originaire de Houston formé en 2004,.

## Membres

### Membres actuels
- Chris Letchford – guitare (depuis 2004)
- Charlie Engen – batterie, percussions (depuis 2016)
- Kilian Duarte – basse (depuis 2016)

### Anciens membres
- Jordan Eberhardt – basse (2004–2012)
- Pat Skeffington – batterie, percussions (2004–2015)
- Travis Levrier – guitare (2004–2016)
- Mark Michell – basse (2012–2016)
- J.C. Bryant – batterie, percussions (2015–2016)